# American Airlines-vlucht 96
American Airlines-vlucht 96 was een passagiersvliegtuig van het type Douglas DC-10-10 dat op 12 juni 1972 tijdens een vlucht van Los Angeles International Airport naar LaGuardia Airport een noodlanding moest maken vanwege een kapotte vrachtdeur.

## Ongeluk
Terwijl het vliegtuig over Windsor vloog, brak de vrachtdeur af en viel naar beneden. Dit resulteerde in een explosieve decompressie. De decompressie scheurde de vloer van de passagierscabine open, en vernielde enkele van de hydraulische systemen. Tevens verloren de piloten de controle over motor 2 (de staartmotor), wat het extra lastig maakte het vliegtuig in de lucht te houden. Het vliegtuig had geen roerbesturing meer en nog maar weinig controle over de andere systemen. De crew slaagde er echter in om met differentiële stuwkracht het vliegtuig te besturen.
Ondanks de zware schade slaagde de crew erin een succesvolle noodlanding te maken bij Detroit. Alle inzittenden overleefden het ongeluk met enkel wat lichte verwondingen.

## Nasleep
Het ongeluk bracht aan het licht dat de vrachtdeuren van de DC-10 een grote ontwerpfout bevatten. Door deze fout kon het lijken alsof de deur correct gesloten was, terwijl de deur in werkelijkheid niet juist was vergrendeld. De fout werd opgespoord, maar niet op de juiste manier verholpen. Dat leidde ertoe dat twee jaar later het incident zich opnieuw voordeed met een DC-10, namelijk  op Turkish Airlines-vlucht 981. Ditmaal kon het betreffende toestel echter niet veilig landen en stortte neer, waarbij alle inzittenden om het leven kwamen.

## Vergelijkbaar ongeval
- United Airlines-vlucht 232